# 南スーダン万歳!
南スーダン万歳!（英: South Sudan Oyee!）は、南スーダンの国歌。

## 概要
南スーダンの独立のために制作され、独立と同時に採用された。歌詞には国名がある。
国歌の作曲は首都・ジュバにあるジュバ大学の学生と教員が担当した。柔らかで、軽い旋律を特徴とする。
もとは4節の詩『Land of Cush』であるが、修正され3つの節の歌となっている

## 歌詞
Oh God
We praise and glorify You
For Your grace on South Sudan,
Land of great abundance
Uphold us united in peace and harmony.
Oh Motherland
We rise raising flag with the guiding star
And singing songs of freedom with joy;
For justice, liberty and prosperity
Shall forever more reign!
Oh great patriots
Let us stand up in silence and respect,
Saluting our martyrs whose blood
Cemented our national foundation,
We vow to protect our nation.
Oh God, bless South Sudan!

## 和訳
おお神よ
我らは称え 賛美する
偉大なる繁栄の地
南スーダンにおける恵みのために
平和と協調の内に団結をもたらし給え
おお祖国よ
我らは導きし星の国旗を掲げ
歓喜に満ちて自由の歌を歌う
正義と自由と繁栄のために
永遠に統治せん！
おお偉大なる愛国者よ
我らは静寂と尊敬の中で立ち上がろう
我らの国の基礎を固め
血を流した殉教者に敬礼せん
我らはこの国を守ることを誓う
おお神よ 南スーダンに祝福し給え！